# Mustafa Uğur
Mustafa Uğur (* 19. Januar 1963 in Kayseri) ist ein ehemaliger türkischer Fußballspieler und heutiger -trainer.

## Spielerkarriere
Uğur spielte den größten Teil seiner Karriere für Kayserispor. In 15 Jahren gelang es ihm mit seinen Mannschaftskollegen am Ende der Saison 1990/91 der Aufstieg aus der 3. in die 2. Liga. Eine Saison danach gelang der Durchmarsch in die Süper Lig. Vor seinem Karriereende spielte er noch für Küçükçekmecespor.

## Trainerkarriere
Uğur begann unmittelbar nach seiner aktiven Laufbahn als Trainer. Er wurde Co-Trainer bei Kayseri Erciyesspor und trainierte in der Folgesaison die Jugendmannschaft. Als Chef-Trainer übernahm er die 1. Mannschaft im März 2000 und verhalf dieser zum Aufstieg in die 2. Liga. Im Sommer vor der Saison 2001/02 wechselte er zu Kayserispor. Man trennte sich nach der Hinrunde frühzeitig. In der Saison 2004/05 kehrte er zu Kayseri Erciyesspor und stieg mit seinem Team in die Süper Lig auf.
Es folgten Engagements bei Samsunspor, Diyarbakırspor, Kayseri Erciyesspor, Boluspor und Karşıyaka SK.
Am wurde er 4. Oktober 2012 bei Adana Demirspor als Nachfolger des zurückgetretenen Osman Özdemir vorgestellt. Gleich in seiner ersten Partie am 7. Oktober 2012 gegen den Erzrivalen Adanaspor feierte er mit seiner Mannschaft ein 4:2-Sieg. Zur Saison 2013/4 wurde sein auslaufender Vertrag nicht verlängert und Uğur durch Yücel İldiz ersetzt.
Vor dem 13. Spieltag der Spielzeit 2013/14 übernahm er das Amt von İldiz und wurde erneut Cheftrainer von Adana Demirspor. Nach dem 24. Spieltag derselben Saison trat er von seinem Amt zurück.
Im Juli 2014 übernahm er den Drittligisten Yeni Malatyaspor.

## Erfolge

### Als Spieler
Kayserispor
- Aufstieg in die 2. Liga (Saison 1990/91)
- Aufstieg in die Süper Lig (Saison 1991/92)

### Als Trainer
Kayseri Erciyesspor
- Aufstieg in die 2. Liga (Saison 1999/2000)
- Aufstieg in die Süper Lig (Saison 2003/04)